# Paläolimnologie
Die Paläolimnologie ist die Wissenschaft, die sich mit dem vergangenen ökologischen Zustand von Inlandgewässern beschäftigt. Sie ist eine Teildisziplin der Paläoökologie.

## Methode
Sedimente werden auf biologische, chemische und physikalische Parameter untersucht und die Ergebnisse mit modernen Analogen verglichen. Die vertikale kontinuierliche Bearbeitung erlaubt zeitliche Vergleiche.